# 遣迎院
遣迎院（けんごういん）は、京都市北区にある浄土真宗遣迎院派の本山の寺院。山号はなし。本尊は釈迦如来と阿弥陀如来。

## 歴史
当院のそもそもの始まりは、建久5年（1194年）に関白九条兼実によって仏師快慶に作らせた釈迦如来と阿弥陀如来の像を、自らの別邸・月輪殿に祀ったことに始まる。その後、正治3年（1201年）に兼実の孫である九条道家が開基となり、兼実が帰依する法然の弟子・証空（浄土宗西山派の派祖）を招いて開山とし、月輪殿で祀られていた釈迦如来と阿弥陀如来の像を本尊として法性寺内（あるいは白河の地という説もある）に新たに寺院として整備し、遣迎院と名付けて創建された。院名の「遣迎」は、発遣（はっけん・ほっけん）の釈迦と来迎の阿弥陀、つまり西方極楽浄土へ送り出す釈迦と迎え取る阿弥陀の両如来を本尊とすることによる。宝治元年（1247年）11月には証空は当院で亡くなっている。
後に天台・真言・律・浄土を学ぶ四宗兼学の道場として大いに栄えた。
また、当院は南北朝時代から明治維新まで宮中の仏事を司る御黒戸四箇院（廬山寺、二尊院、般舟院、遣迎院）の一つであった。
天正3年（1575年）には定額寺となっている。
天正13年（1583年）に当院の境内地に羽柴秀吉が方広寺大仏殿（京の大仏）を建立しようと計画したため、当院は移転を余儀なくされた。しかし、方広寺大仏殿はその建立予定地を渋谷佛光寺の境内地に変更したため、当院の移転作業は中断された。だが、一連の経緯の中で当院は残念ながら2寺に分かれることとなってしまった。
移転せずに現地（現・東山区）にそのまま残った遣迎院は「慈眼院」と名を改めたが、その後旧名に復している。明治時代の廃仏毀釈により一度廃絶したが、1914年（大正3年）に再興し、浄土宗西山禅林寺派の寺院・遣迎院（南遣迎院）として存続している。
一方、移転することとした遣迎院は現在の上京区寺町通り広小路上る北之辺町（京都御所の東方・廬山寺の南隣）に移り、天台宗寺院となり京極遣迎院とも呼ばれた。これが当院である。
1955年（昭和30年）に境内地を学校法人立命館に売却し、某資産家の山荘があった鷹峯の地へ移って一派を形成し、浄土真宗遣迎院派を名乗ってその本山となった。そのため鷹峯遣迎院とも呼ばれる。なお、東山区の遣迎院は「けんこういん」で、当院は「けんごういん」と呼ばれる。
厳めしい長屋門と書院はその山荘にあったもので、もともとは備中高松城の遺構を移したものである。末寺数は多くはないが、淀殿ゆかりの寺として知られる東山区の養源院は遣迎院派の寺院である。

## 境内
- 本堂
- 庫裏
- 書院 - 備中高松城の遺構。もともとは当地にあった別荘のもの。
- 庭園
- 山門（長屋門） - 備中高松城の遺構。もともとは当地にあった別荘のもの。

## 文化財

### 重要文化財
- 木造阿弥陀如来立像・木造釈迦如来立像 - 鎌倉時代。阿弥陀像は快慶の作。
- 紙本阿弥陀如来摺仏等68枚 - 本尊の像内納入品。68枚のうち1枚に建久5年（1194年）の年記がある。

## 前後の札所
京都七福神（福禄寿）

## 交通
- 京都市営バス源光庵前バス停下車すぐ